# Drieňovec
Drieňovec je národní přírodní rezervace v oblasti Slovenský kras.
Nachází se v katastrálním území obcí Kováčová a Drnava v okrese Rožňava v Košickém kraji. Území bylo vyhlášeno či novelizováno v roce 1984 na rozloze 186,02 ha. Ochranné pásmo nebylo stanoveno.
Je zde evropsky významná lokalita (slovensky územie európskeho významu) – výskyt vzácných druhů rostlin a živočichů.
Na vrcholové plošině vrchu Drieňovec (804 m n. m.) je archeologické naleziště – stával zde středověký hrádek, později nazvaný Čertův hrad (maď. Ördögvár), který byl postaven na místě pravěkého výšinného hradiště.
Na svahu tohoto vrchu jsou dvě propasti (Malá větrná díra a Větrná propast).